# أمين مقاتلي
أمين مقاتلي لاعب كرة قدم جزائري ويلعب حاليا لنادي وفاق سطيف.

## وصلات خارجية
- أمين مقاتلي على موقع الاتحاد الدولي (مؤرشف)  (الإنجليزية)
- أمين مقاتلي على موقع قاعدة بيانات كرة القدم.إي يو (الإنجليزية)
- أمين مقاتلي على موقع Soccerway.com (الإنجليزية)